# Кахетија
Кахетија (груз. კახეთი – Кахети) је регија и историјска покрајина у источној Грузији. Регија се простире на 11.310 km² и има 318.583 становника (2014). Главни град регије је Телави.

## Географија
Кахетија се граничи са малом историјском покрајином Тушетијом и са Великим Кавказом на северу, са Азербејџаном на истоку и југу и са историјском покрајином Картлија, односно регијама Доња Картлија и Мцхетија-Мтијанетија на западу.
На граници Азербејџана и Грузије, односно Кахетије, налази се манастирски комплекс Давида Гареџе који је изграђен у 6. веку, око кога те две земље воде спор.
Кахетија се дели на четири дела:
- Унутрашњу Кахетију (შიგნით კახეთი) са десне стране реке Алазани у западном делу Кахетије
- Спољну Кахетију (გარე კახეთი) око реке Иори у источном делу Кахетије
- Квизики (ქიზიყი) између те две реке
- Шири Крај (გაღმა მხარი) на левој обали Алазане.

У средишњем делу Кахетије се налази и историјска покрајина Херетија, али тај назив се не користи од 15. века.

## Историја
До 8. века постојало је Картлијско краљевство, које је затим постало самостална кнежевина. У 12. веку улази у састав Грузијског царства под краљем Давидом IV (1089–1125). У 15. веку Кахетија је самостално царство, 1762. године постаје део Картлијско-кахетијског краљевства а 1801. припада Руској Империји.
Од 1918. до 1921. Кахетија је била део Демократске Републике Грузије, од 1922. до 1936. Транскавкаске СФСР и од 1936. до 1991. Грузијске ССР. Године 1991. постала је административна регија самосталне Грузије.

## Демографија
Према попису из 2014. регија Кахетија има 318.583 становника.

### Етничка структура
- Грузини 85,16%
- Азери 10,16%
- Кисти 1,75%
- Осети 0,79%
- Јермени 0,69%
- Руси 0,60%[2]

## Галерија
- Долина реке Алазане
- Долина Алазане, поглед на Кавказ
- Катедрала Алаверди код Телавија (11. век)
- Манастирски комплекс Давида Гареџе (6. век)
- Град Сигнахи зими